# Wilson (Film)
Wilson ist ein US-amerikanischer Spielfilm aus dem Jahre 1944. Der Film erzählt die Lebensgeschichte des US-Präsidenten Woodrow Wilson. In Deutschland wurde der Film bisher nicht gezeigt. Mit einem damals extremen Budget von drei Millionen US-Dollar wurde die Filmbiografie an den Kinokassen ein Flop. Trotzdem brachte es der Film auf insgesamt fünf Oscars bei der 17. Oscarverleihung 1945.

## Handlung
Der Film beginnt im Jahr 1912, als Woodrow Wilson Dekan der Princeton University war. Wilson soll Gouverneur von New Jersey werden. Konfrontiert mit der politischen Klasse ist der politische Theoretiker Wilson bemüht um seine Unabhängigkeit. Er sieht sich allein der Wahrheit verpflichtet und keinem Parteiendruck. Als Gouverneur von New Jersey wird er Präsidentschaftskandidat der Demokratischen Partei und gewinnt auch diese Wahl. Zur gleichen Zeit stirbt seine Ehefrau Ellen, und er lernt seine neue Ehefrau Edith kennen. Der Erste Weltkrieg beginnt, und Wilson versucht, die Vereinigten Staaten aus diesem europäischen Konflikt herauszuhalten. Stärkster Gegner dieser Politik ist Senator Henry Cabot Lodge. Erst in seiner zweiten Amtszeit ändert Wilson seine Meinung, und das auch erst nach dem Sinken der Lusitania. Am 17. April 1917 tritt die USA in den Krieg ein.
Nach dem Krieg setzt sich Wilson für den Aufbau des Völkerbundes ein, der Kongress ist jedoch gegen einen Beitritt der Vereinigten Staaten. Mit einem 14-Punkte-Programm möchte er die Unterstützung der amerikanischen Bevölkerung gewinnen. Er reist durchs Land und wirbt für seine Idee. Auf dieser Reise erleidet er einen Schlaganfall. Edith Wilson nimmt nun den Kampf für ihren Mann auf. Bei den Präsidentschaftswahlen 1920 gewinnen jedoch die Republikaner, und Wilson sieht sein Ziel in weite Ferne gerückt. Der Film endet mit der Verabschiedung Wilsons aus dem Weißen Haus.

## Hintergrund
Auch während des Zweiten Weltkrieges waren noch viele Amerikaner gegen Kriegseinsätze ihrer Truppen in Europa. Wilson, der sich im Ersten Weltkrieg für den Kriegseinsatz aussprach, wird hier als Beispiel gegen diese Kritiker gezeigt. Als Ratgeberin wurde auch Wilsons Tochter Eleanor Wilson McAdoo ans Filmset geholt. Mit einem damals astronomischen Budget von fast drei Millionen US-Dollar wurde der Film von Henry King gedreht. In der Hauptrolle wurde Alexander Knox besetzt, der zwar in Hollywood zuvor eigentlich nur Nebendarsteller war, allerdings eine Ähnlichkeit mit Wilson besaß. Die Nebendarsteller waren sehr prominent und gezielt gewählt. So verkörpert Eddie Foy Jr. seinen eigenen Vater, die Theaterlegende Eddie Foy.

## Rezeption
Bei seiner Veröffentlichung wurde der Film von den allermeisten Kritikern gelobt. So lobte das Branchenblatt Variety die aufwendigen Szenen: „Der Film soll über drei Millionen gekostet haben und sieht auch so aus.“ Alexander Knox sei ein neugeborener Star und auch die Nebendarsteller seien allesamt perfekt. Trotz dieses Kritikerlobes war der Film ein finanzieller Misserfolg, er spielte an den Kinokassen nur rund zwei Millionen US-Dollar ein. Beim US-amerikanischen Kritikerportal Rotten Tomatoes fallen sieben der acht Kritiken positiv aus.

## Auszeichnungen
Bei der Oscarverleihung 1945 erhielt der Film fünf Oscars in den Kategorien Bestes Originaldrehbuch, Beste Kamera, Bester Schnitt, Bester Ton und Bestes Szenenbild. Außerdem schaffte er es auf fünf weitere Nominierungen (Bester Film, Bester Hauptdarsteller, Beste Regie, Beste Filmmusik und Beste visuelle Effekte).